# Sunday Punch
Sunday Punch è un film statunitense del 1942 diretto da David Miller.